# Sebastian Amigorena
 (mai 2019).
Si vous disposez d'ouvrages ou d'articles de référence ou si vous connaissez des sites web de qualité traitant du thème abordé ici, merci de compléter l'article en donnant les références utiles à sa vérifiabilité et en les liant à la section « Notes et références ».
Ne doit pas être confondu avec Santiago Amigorena.
Sebastian Amigorena, né en 1960, est un immunologiste franco-argentin. Directeur de recherche au CNRS, il est membre de l'Académie des sciences depuis 2005.

## Biographie
Né d'un père psychanalyste, Sebastian Amigorena passe son enfance en Argentine, puis en Uruguay et, en 1973, sa famille s'installe en France. Il est le frère de Santiago Amigorena, réalisateur, scénariste, acteur, producteur et écrivain argentin vivant en France.
Il est directeur de recherche « classe exceptionnelle » au CNRS, ancien directeur de l'unité de recherche « immunité et cancer » (Inserm U932) et de l'équipe « réponses immunitaires et cancer » de l'Institut Curie à Paris.
Sebastian Amigorena a obtenu un doctorat en biochimie en 1990 et a rejoint le CNRS avant de faire une formation post-doctorale à l'école de médecine de Yale (1992-1994). Il est retourné en France en 1995 et a constitué son équipe à l'Institut Curie,.

## Travaux scientifiques
Les résultats de son équipe ont modifié notre compréhension de la présentation antigénique et de l'amorçage des cellules T par les cellules dendritiques, avec des applications dans les domaines de l'immunothérapie contre le cancer et de la vaccination. Sebastian Amigorena a publié plus de 200 articles originaux, y compris, en tant que co-premier ou co-auteur dernier, dans Nature (4x), Science (3x), Cell (2x), Immunity (6x), Nature Immunology (4x), Nature Cell Biology (2x) et Journal of Experimental Medicine (6x).

## Distinctions
Sebastian Amigorena est membre de l'Académie des sciences et membre élu de l'EMBO depuis 2005. Il a reçu de nombreux prix et récompenses nationaux et internationaux, dont la médaille d'argent du CNRS, le prix  prix Liliane-Bettencourt pour les sciences du vivant de la Fondation Bettencourt, le Prix Griffuel de l'ARC, le Prix Frederick Alt du CRI, le Grand Prix Claude Bernard de la ville de Paris. Il aussi obtenu deux fois le prestigieux European Research Council (ERC). Il a été nommé Chevalier de la Légion d'honneur en 2018. Il co-dirige le Labex (Investissements d'Avenir) DC-BIOL, obtenu en 2012. Il est membre de nombreux comités éditoriaux et est un référée régulier pour les principales revues internationales. Il a encadré plus de 30 doctorants et post doctorants. Sebastian Amigorena a publié des articles dans les journaux les plus influents et a été invité à présenter ses résultats, y compris en tant que « Keynote Speaker », dans plus de 100 conférences internationales.